# U1-es metróvonal (München)
Az U1-es metróvonal (eredeti nevén U-Bahnlinie 1) a müncheni metróhálózat tagja, az Olympia-Einkaufszentrum és Mangfallplatz között közlekedik. 15 állomás található a 12 kilométeres vonalon, amely közben áthalad München belvárosán és érinti a főpályaudvart is (Hauptbahnhof). Westfriedhof és Kolumbusplatz között azonos útvonalon halad az U7-es metróval.
A vonal színe: zöld.

## Állomáslista és átszállási lehetőségek
| U1 (Olympia-Einkaufszentrum ↔ Mangfallplatz) |                                                                 |
| Megállóhely                                  | Átszállási kapcsolatok                                          |
| Olympia-Einkaufszentrum                      | , 50 , 60 , 143 , 163 , 175 , 180                               |
| Georg-Brauchle-Ring                          | 143 , 175                                                       |
| Westfriedhof                                 | , 151 , 164 , 165 , 180 P+R                                     |
| Gern                                         |                                                                 |
| Rotkreuzplatz                                | 53 , 62 , 63 , 144                                              |
| Maillingerstraße                             |                                                                 |
| Stiglmaierplatz                              | ,                                                               |
| Hauptbahnhof                                 | München Hauptbahnhof , Bayerische Oberlandbahn , 58 , 100 , 150 |
| Sendlinger Tor                               | , 62                                                            |
| Fraunhoferstraße                             | , 132                                                           |
| Kolumbusplatz                                | , 52 , 58                                                       |
| Candidplatz                                  | 52                                                              |
| Wettersteinplatz                             | ,                                                               |
| St.-Quirin-Platz                             | 147 , 220                                                       |
| Mangfallplatz                                | 139 P+R                                                         |